# Homochlodes immersata
Homochlodes immersata là một loài bướm đêm trong họ Geometridae.